# Vlaamsche Front
Frontpartij was de officieuze benaming, voor de in 1919 gestichte, Vlaams-nationalistische partij Het Vlaamsche Front.
Deze partij ontstond enerzijds uit de Vlaamse Frontbeweging en anderzijds uit activisten uit de Eerste Wereldoorlog. Zij kan beschouwd worden als de eerste echte Vlaams-nationalistische partij in Vlaanderen en ijverde onder andere voor genade van de activisten. Hoewel het Vlaams-nationalisme even oud is als België, zouden de eerste flaminganten tot 1919 onderdak zoeken bij bestaande partijen. Vooral in de Katholieke Partij waren zij sterk vertegenwoordigd. 
De Frontpartij fuseerde in 1923 met de daensistische partij, voortaan heette zij Christelijke Volkspartij-Vlaamse Frontpartij van Vlaamse Nationalisten, waardoor de Frontpartij zich weer in katholiek vaarwater zou bevinden, alhoewel de Fronters nog stevig vertegenwoordigd werden door de socialisten in Antwerpen in die periode. 
Vanaf 1934 zou de Frontpartij geleidelijk aan opgaan in het Vlaams Nationaal Verbond dat een jaar eerder was ontstaan. Deze overgang werd onder andere tot stand gebracht door de tussenkomst van de Groot-Nederlandse historicus Pieter Geyl, die een vereniging wilde van alle Vlaams-nationalistische partijen. Geyl was echter blind voor de nationaalsocialistische banden die het VNV op dat moment vertoonde. Herman Vos, boegbeeld van de Frontpartij, stapte bij die beslissing over naar de BWP.